# كورنيليوس بيرنبرغ
كورنيليوس بيرنبرغ (1634 - 1711) كان أحد كبار رجال الأعمال في هامبورغ وتاجر مصرفي وعضو في عائلة بيرنبرغ ومالك بنك بيرينبيرج. كان جده هانز بيرنبرغ (1561–1626) قد هرب من أنتويرب مع أخيه بول بيرنبرغ (1566-1645) وأسس بيت تجار بيرينبيرج في هامبورغ. كان كورنيليوس بيرنبرغ أول من انخرط في الأعمال المصرفية التجارية. طور شركته إلى بنك تجاري ناجح للغاية، وصنع روابط تجارية مع فرنسا وإسبانيا والبرتغال وإيطاليا والدول الاسكندنافية وروسيا. كانت الروابط العائلية لـ بيرنبرغ مفيدة في التطوير خاصة في ليفورنو ولشبونة ومستعمراتها المليئة بالتجار الهولنديين الأثرياء 
كان والده هانز بيرنبرغ (1593-1640) وكانت والدته أديلهيد روهلانت (1611-1684)، وهي ابنة المدافع روغر روهلان (1568-1630) الذي كان قد أقامه الإمبراطور الروماني المقدس عام 1622 ، وكاتارينا دي غريف. (1582-1655). تزوج من آنا مارغريتا كولن (1649-1684)، ابنة دانييل كولن (1615-1660) واليزابيث أديلهيد إنجلز (1620-1659). كانت ابنه عضو مجلس الشيوخ والمصرفي الشهير رودولف بيرنبرغ.